# Roggen in der Nutztierfütterung
Roggen ist im Mischfutter enthalten. Im durchschnittlichen deutschen Mischfutter befinden sich 45 % Getreide, was einer Gesamtmasse von 9,8 Mio. Tonnen pro Jahr entspricht. Der Getreideanteil verteilt sich auf 43 % Weizen, 18 % Gerste und 12 % Roggen und andere. In der Fütterung kommt Roggen vor allem als Schrot und Grüngetreide zum Einsatz. Grüngetreide dient als Winterzwischenfrucht und als Silage in der Wiederkäuerfütterung.

## Schweinefütterung
Auf leichten bis mittleren Böden erzielt Roggen im Vergleich zu Weizen höhere und trockenheitsstabilere Erträge. Die Produktionskosten für den Roggen liegen unter denen des Weizens. Somit bietet Roggen Sicherheit in der Futterplanung und ein Potential zur Kosteneinsparung, wenn Teile der Futtermischung durch Roggen ersetzt werden.
Außerdem besitzt Roggen einen höheren Anteil an verdaulichen Proteinen als Gerste. Zusätzlich hat Roggen mit 3,4 % einen sehr hohen Lysingehalt bezogen auf das Rohprotein – auch im Vergleich mit Weizen mit 2,8 % Lysin/XP. Der relativ niedrige Rohproteingehalt macht Roggen vor allem für die Endmast attraktiv. Wenn verdaulicher Lysin- und Energiegehalt als Maßstab genutzt werden, besitzt Roggen dieselbe Preiswürdigkeit wie Weizen, sobald der Roggenpreis 70 bis 75 Cent unterhalb des Weizenpreises liegt.
Niedrige Kosten für Nettoenergie (in MJ NEL) des Roggens sorgen dafür, dass er als Substitut in einer Futtermischung die Futterkosten reduzieren kann. Die leicht erhöhten Kosten für verdauliches Rohprotein können, trotz zu ergänzender Aminosäuren, ausgeglichen werden.

### Kostenkalkulation
| Getreideart | Ertrag (t/ha) | Kosten (€/ha) | Kosten (€/t) | XP (g/kg FM) | dXP (%) | Kosten dXP-FM (€/kg) | ME-FM (MJ/kg) | Kosten ME (€/MJ) |
| ----------- | ------------- | ------------- | ------------ | ------------ | ------- | -------------------- | ------------- | ---------------- |
| Roggen      | 7,5           | 975,00 €      | 130,00 €     | 99           | 78      | 0,01684 €            | 13,46         | 0,00966 €        |
| Triticale   | 7,8           | 1.090,00 €    | 139,74 €     | 128          | 85      | 0,01284 €            | 13,6          | 0,01028 €        |
| Weizen      | 8,5           | 1.225,00 €    | 144,12 €     | 121          | 86      | 0,01385 €            | 13,79         | 0,01045 €        |
| Gerste      | 7,5           | 1.040,00 €    | 138,67 €     | 110          | 75      | 0,01681 €            | 12,62         | 0,01099 €        |

| Getreidearten | Kosten (€/t) | XP (g/kg FM) | dXP (%) | Kosten dXP-FM (€/kg) | ME-FM (MJ/kg) | Kosten -Kauf ME (€/MJ) |
| ------------- | ------------ | ------------ | ------- | -------------------- | ------------- | ---------------------- |
| Roggen        | 143,00 €     | 99           | 78      | 0,01852 €            | 13,46         | 0,01062 €              |
| Triticale     | 153,00 €     | 128          | 85      | 0,01406 €            | 13,6          | 0,01125 €              |
| Weizen        | 161,00 €     | 121          | 86      | 0,01547 €            | 13,79         | 0,01168 €              |
| Gerste        | 148,00 €     | 110          | 75      | 0,01794 €            | 12,62         | 0,01173 €              |

### DLG-Empfehlungen
Die Deutsche Landwirtschafts-Gesellschaft (DLG) empfiehlt einen Roggenanteil abhängig vom Gewicht der Tiere. Ferkel sollen demnach 10–20 %, Sauen 25 % und Mastschweine 30–50 % Roggen in der Futtermischung bekommen.
| Einsatz bei … | Gewicht                                                       | Roggenanteil bis zu … |
| ------------- | ------------------------------------------------------------- | --------------------- |
| Mastschweine  | 28–40 kg Lebendmasse (LM) 40–60 kg LM 60–90 kg LM Ab 90 kg LM | 30 % 40 % 50 % 50 %   |
| Sauen         |                                                               | 25 %                  |
| Ferkel        | Bis 15 kg LM Ab 15 kg LM                                      | 10 % 20 %             |

### Roggen-Versuche der LWK-Niedersachsen
In Versuchen der Landwirtschaftskammer Niedersachsen konnte gezeigt werden, dass eine Fütterung mit Roggenanteilen zu einer höheren Tageszunahme, bei gleichzeitig niedrigerem Futterverbrauch pro Kilogramm Zuwachs, führt. Zudem wurde bestätigt, dass es keine Fütterungsprobleme mit einem Roggenanteil von 70 % gab.
| 1. Versuch mit BHZP-Tieren                                               | Ohne Roggen    | 64 % Roggen         |
| Tageszunahmen [g/d] Futterverbrauch/kg Zuwachs [kg/kg] Indexpunkte/kg SG | 795 2,94 0,964 | 809 2,83 0,987      |
| 2. Versuch mit PI x Danzucht                                             | 70 % Roggen    | 70 % Roggen + Enzym |
| Tageszunahmen[g/d] Futterverbrauch/kg Zuwachs [kg/kg] Indexpunkte/kg SG  | 925 2,45 0,986 | 962 2,41 1,003      |
| 3. Versuch mit PI x Hülsenberger                                         | Kontrolle 1)   | Versuch 1)          |
| Tageszunahmen [g/d] Futterverbrauch/kg Zuwachs [kg/kg] Indexpunkte/kg SG | 958 2,52 0,974 | 966 2,56 0,969      |

1) Versuchsgruppe: im Mastverlauf zunehmende Anteile von 10 bis 50 % Roggen und
5 bis 15 % Rapsschrot; Kontrollgruppe: jeweils die Hälfte der Anteile

### Beispielrechnung für Einsparungspotential
Bei der Folgenden Rechnung handelt es sich um eine Beispielrechnung, die sich an der ökonomischen Realität orientiert und etwas vereinfacht ist. So werden keine Kosten für Futterzusatzstoffe, eine Substitution der Futtergetreide im Verhältnis 1:1, durchschnittliche Futterverbräuche und 1 € Preisunterschied pro 1 dt der Futtergetreide verwendet.
Gesamtverbrauch Trockenfutter/Tier: 293,4 kg
Roggenmenge/Tier: 87,5 kg
Bei 1€ Preisunterschied/dt: 0,875 €/Tier
Einsparungspotential bei 3000 Mastplätzen und 3 Umtrieben/Jahr: 7875 €/Jahr

## Wiederkäuerfütterung
Besonders auf schlechten Böden ist Roggen eine gute Alternative zu Gerste und Weizen für den Futterbau. Die hohe Stickstoff- und Wassereffizienz und die Robustheit des Roggens und besonders des Hybridroggens sorgen für hohe Erträge auf leichten bis mittleren Böden. Die Kosten sind zudem niedrig. Milchvieh-Betriebe können durch den Anbau von Hochertragssorten und deren innerbetrieblicher Verwertung Futterkosten sparen, indem sie Teile ihrer Futtermischung durch den günstig produzierbaren Roggen ersetzen. Rinder können einen hohen Anteil des Rohproteins im Roggen nutzen. Dieser Anteil ist höher als bei Winterweizen und Wintergerste und fast so hoch wie bei Mais. Somit besitzen Roggenkörner mehr nutzbares Rohprotein als Gerste und fast so viel wie Weizen.
| Getreidekörner | XP  | nXP | Anteil nXP/XP |
| -------------- | --- | --- | ------------- |
| Roggenkörner   | 112 | 167 | 149,1 %       |
| Gerstenkörner  | 124 | 164 | 132,3 %       |
| Weizenkörner   | 138 | 172 | 124,6 %       |

Die KTBL hat einen Wert von −9 für die Ruminale Stickstoffbilanz (RNB) von Roggen festgelegt. Weizen besitzt einen Wert von −5 und Gerste von −6. Die RNB soll in der Summe ±0 ergeben, somit kann Roggen Überschüsse in der RNB, durch zum Beispiel Sojaextraktionsschrot mit einem Wert von +32, besser ausgleichen als Weizen oder Gerste. Niedrige Kosten für nutzbare Rohproteine (nXP) und Nettoenergie (in MJ NEL) des Roggens sorgen dafür, dass er als Substitut in einer Futtermischung die Futterkosten reduzieren kann.

### Kostenkalkulation
| Getreideart | Ertrag (t/ha) | Kosten (€/ha) | Kosten (€/t) | nXP (g/kg TM) | Kosten nXP (€/kg) | NEL (MJ/kg) | Kosten NEL (€/MJ) |
| ----------- | ------------- | ------------- | ------------ | ------------- | ----------------- | ----------- | ----------------- |
| Roggen      | 7,5           | 975,00 €      | 130,00 €     | 167           | 0,778 €           | 8,49        | 0,01531 €         |
| Gerste      | 7,5           | 1.040,00 €    | 138,67 €     | 164           | 0,846 €           | 8,08        | 0,01716 €         |
| Weizen      | 8,5           | 1.225,00 €    | 144,12 €     | 172           | 0,838 €           | 8,51        | 0,01694 €         |

| Getreideart | Kosten (€/t) | nXP (g/kg TM) | Kosten nXP (€/kg) | NEL (MJ/kg) | Kosten pro NEL |
| ----------- | ------------ | ------------- | ----------------- | ----------- | -------------- |
| Roggen      | 143,00 €     | 167           | 0,856 €           | 8,49        | 0,01684 €      |
| Gerste      | 148,00 €     | 164           | 0,902 €           | 8,08        | 0,01832 €      |
| Weizen      | 161,00 €     | 172           | 0,936 €           | 8,51        | 0,01892 €      |

### DLG-Empfehlungen
Die Deutsche Landwirtschafts-Gesellschaft (DLG) empfiehlt einen Roggenanteil abhängig vom Gewicht und Ziel der Tiere. Kälber sollen demnach 0–8 %, Aufzuchtrinder 40 %, Mastrinder 20 % und Milchkühe 40 % Roggen in der Futtermischung bekommen.
| Einsatz bei …  | Roggenanteil bis zu…                               |
| -------------- | -------------------------------------------------- |
| Kälber         | 0 % im Starterfutter 5–8 % in Kälberaufzuchtfutter |
| Aufzuchtrinder | 40 % im Kraftfutter                                |
| Mastrinder     | 20 % im Kraftfutter (max. 1 kg Roggen/Tag)         |
| Milchkühe      | 40 % im Kraftfutter (max. 4 kg Roggen/Tag)         |

## Begrenzende Wirkung
Roggen besitzt einen hohen Anteil an Nicht-Stärke-Polysacchariden (NSP), die schwer verdaulich sind. Besonders Pentosane sind in großem Maße in dem Getreide enthalten. Um diesen Effekt zu mindern, können Roggen NSP-spaltende Enzyme beigesetzt werden, was vor allem in der Jungtierfütterung zu guten Ergebnissen führt.
Ein weiterer begrenzender Faktor sind Mykotoxine. In vielen Jahren weist Roggen eine deutlich geringere Belastung durch Mykotoxine von Fusarien, wie Deoxynivalenol und Zearalenon, als Weizen auf. Dies spricht für den Roggen als Futtergetreide. Allerdings kann Roggen von Mutterkorn befallen werden, was früher zu großen Problemen mit Vergiftungen bei Tieren geführt hat. Bei modernen Hybrid-Sorten sorgt die Pollen-Plus-Technologie dafür, dass der Mutterkorn-Befall im Roggen stark zurückgegangen ist.
Ein technisches Problem ist die verstärkte Schaumbildung bei Flüssigfütterung mit über 30 % Roggenanteil. Diesen Nachteil besitzen auch Weizen und Gerste, da der Schaum aufgrund von gelösten Proteinen entsteht. Abhilfe kann die Zugabe von 1–2 % Pflanzenöl schaffen.

## Verbesserung der Futtereignung des Roggens
Ältere Beobachtungen zeigen, dass Roggen in der Mischration die Gesamtmenge des aufgenommenen Futters reduziert. Dies wurde mit den hohen Mengen an Bitterstoffen und Nicht-Stärke-Polysacchariden begründet. Bitterstoffe besitzen bei modernen Hybrid-Sorten keine Bedeutung mehr und beeinträchtigen so nicht mehr die Futteraufnahme. Durch die Beimischung von NSP-spaltenden Enzymen kann die Verdaulichkeit von Nicht-Stärke-Polysacchariden erhöht werden. In Experimenten mit Schweinen konnte problemlos Futter mit bis zu 70 % Roggen verfüttert werden.

## Phytase
Phosphor (P) liegt in Futtermittel als Phytat vor, weshalb es besonders bei Monogastriern, die eine niedrige Phytase-Aktivität aufweisen, zu P-Mangel kommt. Von allen Futtergetreiden bietet Roggen die größte futtermitteleigene Phytase-Aktivität. Dies kann genutzt werden, um Futter Mittel mit niedriger Phytase-Aktivität, wie Mais, auszugleichen.
In Experimenten von A. Pointellart zeigten sich eine linear steigende Phytat-Verdaulichkeit und ein Rückgang von Hypophosphatämie und Hypercalcämie bei Erhöhung der eingesetzten Roggenmenge. Des Weiteren kam es durch die Roggendiät zu einer Steigerung der Phosphoreinlagerung von 36 % auf 55 %. Dies ist ein ökonomisch sehr relevanter Punkt, da P-Mineralfutter eines der teuersten Bestandteile in der Schweinefütterung ist. Außerdem konnte ein Vitamin-D-Antagonismus, wie von Mac Auliffe und Ginnis 1976 beobachtet wurde, nicht bestätigt werden. Eine damit verbundene Osteoporose-Tendenz wurde nicht beobachtet. Im Gegenteil wurden die Knochen sogar stabiler.